# Fontoura
Fontoura és una freguesia portuguesa del municipi de Valença, amb 9,13 km² d'àrea i 751 habitants (al cens del 2011). La densitat de població n'és de 82,3 hab/km².

## Població
| Població de la freguesia de Fontoura | Població de la freguesia de Fontoura | Població de la freguesia de Fontoura | Població de la freguesia de Fontoura | Població de la freguesia de Fontoura | Població de la freguesia de Fontoura | Població de la freguesia de Fontoura | Població de la freguesia de Fontoura | Població de la freguesia de Fontoura | Població de la freguesia de Fontoura | Població de la freguesia de Fontoura | Població de la freguesia de Fontoura | Població de la freguesia de Fontoura | Població de la freguesia de Fontoura | Població de la freguesia de Fontoura |
| ------------------------------------ | ------------------------------------ | ------------------------------------ | ------------------------------------ | ------------------------------------ | ------------------------------------ | ------------------------------------ | ------------------------------------ | ------------------------------------ | ------------------------------------ | ------------------------------------ | ------------------------------------ | ------------------------------------ | ------------------------------------ | ------------------------------------ |
| 1864                                 | 1878                                 | 1890                                 | 1900                                 | 1911                                 | 1920                                 | 1930                                 | 1940                                 | 1950                                 | 1960                                 | 1970                                 | 1981                                 | 1991                                 | 2001                                 | 2011                                 |
| 1 118                                | 1 058                                | 1 017                                | 1 002                                | 1 020                                | 1 055                                | 1 048                                | 1 074                                | 1 045                                | 1 017                                | 773                                  | 805                                  | 794                                  | 737                                  | 751                                  |

## Patrimoni
- Creuer o Retaule de Nosso Senhor dos Caminhos, considerat el principal símbol del camí portugués de Sant Jaume.
- Capelles de S. Gabriel, do Poço do Monte, del Pópulo, de S. José, del Sr. dos Aflitos i de Casa Alta
- Església parroquial
- Quinta de S. Gabriel
- Casa de Gonçalo
- Quinta de S. José
- Casa Alta
- Tros del Camí de Sant Jaume
- Santuari de S. Gabriel

## Història
Fontoura dista de la seu del municipi uns deu quilòmetres. Ocupa una àrea de 913 ha de terres fèrtils, on predomina el conreu de dacsa i vinya i on hi ha abundants pasts per a ramat cabrum. La componen els llogarets de Rio Torto, Ínsua, Casa Gonçalo, Boriz, Cortinhas, Reguengo, Bárrio, Prado, Valinha, Pereira, Portela, Gontomil, Grove, Maga, Outeiro i Paço. Els habitants se'n dediquen als petits cultius domèstics, teixits, fusteria i al comerç a la menuda.
La freguesia assenta les arrels en èpoques llunyanes, possiblement preromanes. A Grove, topònim que es pot relacionar amb el poble grovi, van aparéixer restes arqueològiques (ceràmica, cendres i carbons), i sembla que, per la situació i la forma arredonida de la muntanya, hi podria haver-hi un castre.
També a mitjàn pujada cap a la muntanya de S. Gabriel, al llogaret de Telhões, es trobaren també vestigis; i als vells de la terra els agrada contar que, en temps molt remots, s'hi trobà una fossa de rajola, plena de cunyes de metall groc, que el poble atribuïa als islàmics.
També es pot identificar una ocupació immediatament anterior a la nacionalitat portuguesa: el topònim Boriz, d'arrel germànica (resultat de l'evolució de l'antropònim Baudiricus), és un exemple de l'existència d'aquesta ocupació als segles IX - X.
Segons la tradició, el nom Fontoura té l'origen en una font vora Casa Alta, les aigües de la qual durien algunes partícules d'or: era la Font d’Or.
D'altra banda, el llogaret de Reguengo està associat a una altra llegenda: la reina santa Isabel ací pernoctà quan tornava d'una peregrinació a Santiago de Compostel·la.
L'antiga freguesia de S. Miguel de Fontoura era abadia de la possessió dels hereus de Gabriel Pereira de Castro. El 1839 forma part de la comarca de Monção, i el 1852 passa a la de Valença.
Il·lustre fill d'aquesta freguesia és el mariscal José Joaquim Champalimaud Nussane Lyra i Castra, fill d'un tinent coronel enginyer de la plaça de Valença (Paulo José Champalimaud de Nussane) i de D. Clara Maria de Sousa Lyra i Castra, oriünda de la freguesia de Ferreira, del municipi de Paredes de Coura.
Nascut al 1771, José Joaquim, encara un xiquet, entrà al Regiment d'Infanteria 21, de Valença. Als dènou anys era cadet a Porto. El 1791 era ja oficial, i l'any següent fou promogut a segon tinent i col·locat en la Companyia de Brulotes de la Marina.
Va combatre els corsaris marroquins, a l'estret de Gibraltar, quan pertanyia a la tripulació de la fragata “D. João — Príncipe do Brasil”.
Promogut a capità (1797), pertany a la Infantaria 21. Dirigeix obres de fortificació a Minha i va fer la campanya de 1801; dimiteix al 1807, quan Junot entra a Portugal, per no servir a l'estranger.
Quan esclata la revolució contra els francesos, està en el lloc de major. Pren part activa en la lluita, i és immediatament promogut a tinent coronel, el 1808.
El 1812, és designat governador de la plaça de guerra de Valença i, més tard, de la d'Elvas. El 1815 era promogut a mariscal.
La seua casa de Fontoura, al llogaret de Bárrio, és una magnífica casa pairal, i conté la Capella de S. José.
A més a més, altres monuments hi ha destacables: la Capella de S. Gabriel; la Capella de S. Francisco de Carcavelhe (1647), en ruïnes, la imatge de la qual es troba a l'església de Fontoura; la Capella da Senhora da Guia, també en ruïnes; la plaça de S. Gabriel, d'esplèndida panoràmica; la Quinta de Santo António o la Capella del Pópulo (segle xvi), de la Casa del Paço.
Sobre la història d'aquesta freguesia, en el llibre Inventari Col·lectiu dels registres Parroquials Vol. 2 Nord Arxius Nacionals /Torre do Tombo, es pot llegir:
«El 1258, en la llista d'esglésies situades al territori d'Entre Lima i Minho, elaborada per a les Inquirições d'Alfons III, Sâo Miguel de Fontoura és citada com una de les esglésies pertanyents al bisbat de Tui. El 1320, en el catàleg d'aquestes esglésies, manat elaborar pel rei Dionís, per al pagament de taxes, Sâo Miguel de Fontoura és taxada en 100 lliures.
El 1444. Joan I aconsegueix del papa que aquest territori fos desmembrat del bisbat de Tui, i passa a pertànyer-ne al de Ceuta, on es manté fins al 1512. Aquest any, l'arquebisbe de Braga, Diogo de Sousa, dona a D. Henrique, bisbe de Ceuta, la comarca eclesiàstica d'Olivença, i rep a canvi la de Valença do Minho. El 1513, el papa Lleó X n'aprova la permuta.
Quan, entre 1514 i 1532, l'arquebisbe Diogo de Sousa procedeix a l'avaluació dels beneficis eclesiàstics incorporats a la diòcesi de Braga, Fontoura rendia 230 reals.
El 1546, en el registre de l'avaluació d'aquestes esglésies, efectuada en temps de l'arquebisbe Manuel de Sousa, Sâo Miguel de Fontoura rendia 60.000 reals.
En la còpia de 1580 del Censal de fra Baltasar Limpo, Sâo Miguel de Fontoura era de representació de llecs. Segons Américo Costa, el dret de representació pertanyia als hereus de Gabriel Pereira de Castro.
En l'Estadística Parroquial del 1862 era de representació alternativa dels Vieiras Teles, de Lisboa, i de Barbosa Aboim, de Barcelos.
En termes administratius, pertanyia, al 1839, a la comarca de Monção i, al 1852, a la de Valença.»
Sobre les característiques de Fontoura es pot dir que una part de la freguesia treballa en l'agricultura, altres es dediquen a la fusteria, a la serralleria mecànica, a la construcció civil i al comerç a la menuda.
Els serveis comercials són principalment representats pel comerç alimentar la retalho i pel comerç no alimentari de productes de primera necessitat. En la clientela funciona la fira gran i anual de S. Gabriel i una altra mensual l'últim diumenge de cada mes. Són fires tradicionals, molt enraizadas en els hàbits econòmics de la població i amb una gran freqüència de gent de tota la regió.
(Fonts consultades: Diccionari Enciclopédico das Freguesias, Freguesias Autarcas del segle XXI i Inventário Colectivo dos registros Paroquiais Vol. 2 Norte Arxius Nacionals / Torre do Tombo)
Vegeu-ne: Història de Valença - Junta de Freguesia de Fontoura